# ミルコ・ミュラー
ミルコ・ミュラー（Mirko Müller、1974年11月12日 - ）は、旧東ドイツザクセン州レーバウ生まれの男性フィギュアスケート選手で現在はコーチ。1998年長野オリンピックペアドイツ代表。パートナーはペギー・シュヴァルツなど。

## 経歴
旧東ドイツのザクセン州レーバウに生まれ、4歳ころにスケートを始めた。当初、男子シングル選手として活動し、1990-1991年世界ジュニア選手権では15位となったが、ほどなくペアに転向した。ペア転向後の1994年ころにロシア人のエカテリーナ・シルニツカヤとペアを組み、翌1995年ころにはフランス人のエミリー・グラと組んだが、それぞれ長続きせず、1996年にペギー・シュヴァルツと新たにペアを結成した。
1997-1998年シーズンのドイツ選手権で優勝を果たし、初出場となった長野オリンピックでは9位となったものの1998年世界選手権では3位となり銅メダルを獲得する。1999-2000年シーズンを持ってペギー・シュヴァルツの現役引退により解散した。2002年、女子シングル選手として活動していたサラ・イエントゲンスとペアを組みドイツ選手権で優勝。現在は引退し、コーチとして活動している。

## 主な戦績
- 戦績はペギー・シュヴァルツとのペア時。

| 大会/年      | 1996-97 | 1997-98 | 1998-99 | 1999-00 |
| ------------ | ------- | ------- | ------- | ------- |
| オリンピック |         | 9       |         |         |
| 世界選手権   | 10      | 3       | 8       | 8       |
| 欧州選手権   | 6       | 5       | 4       | 5       |
| ドイツ選手権 | 2       | 1       | 1       | 1       |
| NHK杯        |         | 3       |         |         |